# Нагорский район
Наго́рский райо́н — административно-территориальная единица (район) и муниципальное образование (муниципальный район) на северо-востоке Кировской области России.
Административный центр — посёлок городского типа Нагорск.

## География
Район граничит на севере с Республикой Коми, на востоке — с Верхнекамским, на юге — с Белохолуницким и Слободским районами Кировской области.
Площадь территории — 7236 км² (2-е место среди районов). Основные реки — Вятка, Кобра, Фёдоровка.

## История
На основании постановления ВЦИК РСФСР от 10 июля 1929 года из Сочневской и части Редькинской волостей Слободского уезда Вятской губернии был образован Синегорский район в составе Вятского округа Нижегородского края.
С 1934 года район — в составе Кировского края. В 1935 году Синегорский район был разукрупнён в связи с созданием Поломского района, райцентр перенесён в посёлок Нагорск, а район переименован в Нагорский. С 1936 года Нагорский район — в составе Кировской области.
30 сентября 1955 года к Нагорскому району были присоединены части территорий упразднённых Поломского и Шестаковского районов.
С 1 января 2006 года согласно Закону Кировской области от 07.12.2004 № 284-ЗО на территории района образованы 7 муниципальных образований: 1 городское и 6 сельских поселений.
Законом Кировской области от 30 апреля 2009 года № 369-ЗО Заевское и Чеглаковское сельские поселения объединены в Чеглаковское сельское поселение с административным центром в деревне Чеглаки.

## Население
| 30 131 | 25 689 | 18 595 | 16 577 | 13 186 |

| 1939   | 1959    | 1970    | 1979    | 1989    | 2002    | 2009    | 2010    | 2011    |
| ------ | ------- | ------- | ------- | ------- | ------- | ------- | ------- | ------- |
| 27 723 | ↗30 131 | ↘25 689 | ↘18 595 | ↘16 381 | ↘13 186 | ↘11 796 | ↘10 336 | ↘10 255 |
| 2012   | 2013    | 2014    | 2015    | 2016    | 2017    | 2018    | 2019    | 2020    |
| ↘9858  | ↘9542   | ↘9291   | ↘9087   | ↘8796   | ↘8578   | ↘8285   | ↘7986   | ↘7618   |
| 2021   |         |         |         |         |         |         |         |         |
| ↘6803  |         |         |         |         |         |         |         |         |

## Муниципальное устройство
В рамках организации местного самоуправления, в состав муниципального района входят 6 муниципальных образований, в том числе 1 городское и 5 сельских поселений:
1. Нагорское городское поселение,
2. Кобринское сельское поселение,
3. Метелевское сельское поселение,
4. Мулинское сельское поселение,
5. Синегорское сельское поселение,
6. Чеглаковское сельское поселение.

## Председатели райисполкома
С 1929 по 1991 годы в райисполкоме председательствовали:
| Ф. И. О.                      | Время замещения должности    |
| ----------------------------- | ---------------------------- |
| Дружинин Федор Иванович       | июнь 1929 — сентябрь 1930    |
| Уткин Иван Алексеевич         | сентябрь 1930 — август 1932  |
| Тюфяков Иван Елизарович       | июнь 1932 — декабрь 1934     |
| Трухин Федор Петрович         | декабрь 1934 — январь 1940   |
| Пластинин Самуил Иванович     | январь 1940 — январь 1943    |
| Решетников Афанасий Сидорович | январь 1943 — апрель 1945    |
| Кротов Александр Васильевич   | май 1945 — апрель 1948       |
| Котельников Семен Ефимович    | август 1948 — ноябрь 1950    |
| Иванцев Владимир Николаевич   | ноябрь 1950 — январь 1957    |
| Лучников Григорий Прокопьевич | январь 1957 — июль 1961      |
| Исупов Николай Степанович     | июль 1961 — август 1962      |
| Барышников Федор Архипович    | январь — февраль 1965        |
| Ерышев Василий Федорович      | февраль 1965 — сентябрь 1967 |
| Плетенев Аркадий Михайлович   | сентябрь 1967 — февраль 1972 |
| Столяров Анатолий Иванович    | февраль 1972 — февраль 1973  |
| Речков Геннадий Иванович      | март 1973 — сентябрь 1977    |
| Скворцов Иван Александрович   | сентябрь 1977 — ноябрь 1984  |
| Кочкин Анатолий Дмитриевич    | ноябрь 1984 — декабрь 1991   |

## Достопримечательности
Одной из достопримечательностей Нагорского района является памятник погибшим воинам-нагорчанам, установленный в Нагорске. Строительство было начато в 1973 году и завершилось к 30-летию Победы, в 1975 году. Открытие памятника состоялось 9 мая. Он изготовлен из светло-серого камня, что подчёркивает мужество воина-освободителя.

## Известные люди
- Костров Ермил Иванович (1755—1796) — уроженец села Синегорье, русский переводчик и поэт, который первым в России перевёл «Илиаду» Гомера и «Золотого осла» Апулея.
- Самоделкин Виктор Михайлович (1921—1999) — уроженец деревни Труфакинцы, военный лётчик, участник Великой Отечественной войны, Герой Советского Союза.